# Cabeza de bronce de la reina Idia
La Cabeza de bronce de la reina Idia es un cabeza conmemorativa de bronce del Benín medieval que probablemente representa a la reina Idia, una poderosa monarca de principios del siglo XVI en la corte del Reino de Benín. Cuatro cabezas de bronce de la reina son conocidas y están actualmente en las colecciones del Museo Británico, el World Museum en Liverpool, el Museo Nacional de Nigeria en Lagos y el Museo etnológico de Berlín.

## Descripción
La cabeza de bronce fue hecha utilizando la técnica de fundición a la cera perdida a principios del siglo XVI. Es una representación muy realista de la cabeza de una mujer joven de la corte de Benín, que luce un alto tocado apuntado o ukpe-okhue, una especie de corona formada por un enrejado de cuentas de coral rojo. Los ojos y dos bandas entre ellos son de hierro incrustado. Por encima de cada ceja están grabadas cuatro escarificaciones tribales. La técnica sofisticada y el diseño de las cuatro cabezas sugiere que fueron hechas a principios del siglo XVI, cuando la reina Idia, madre del Oba Esigie, gobernaba la corte de Benín.

## Descubrimiento

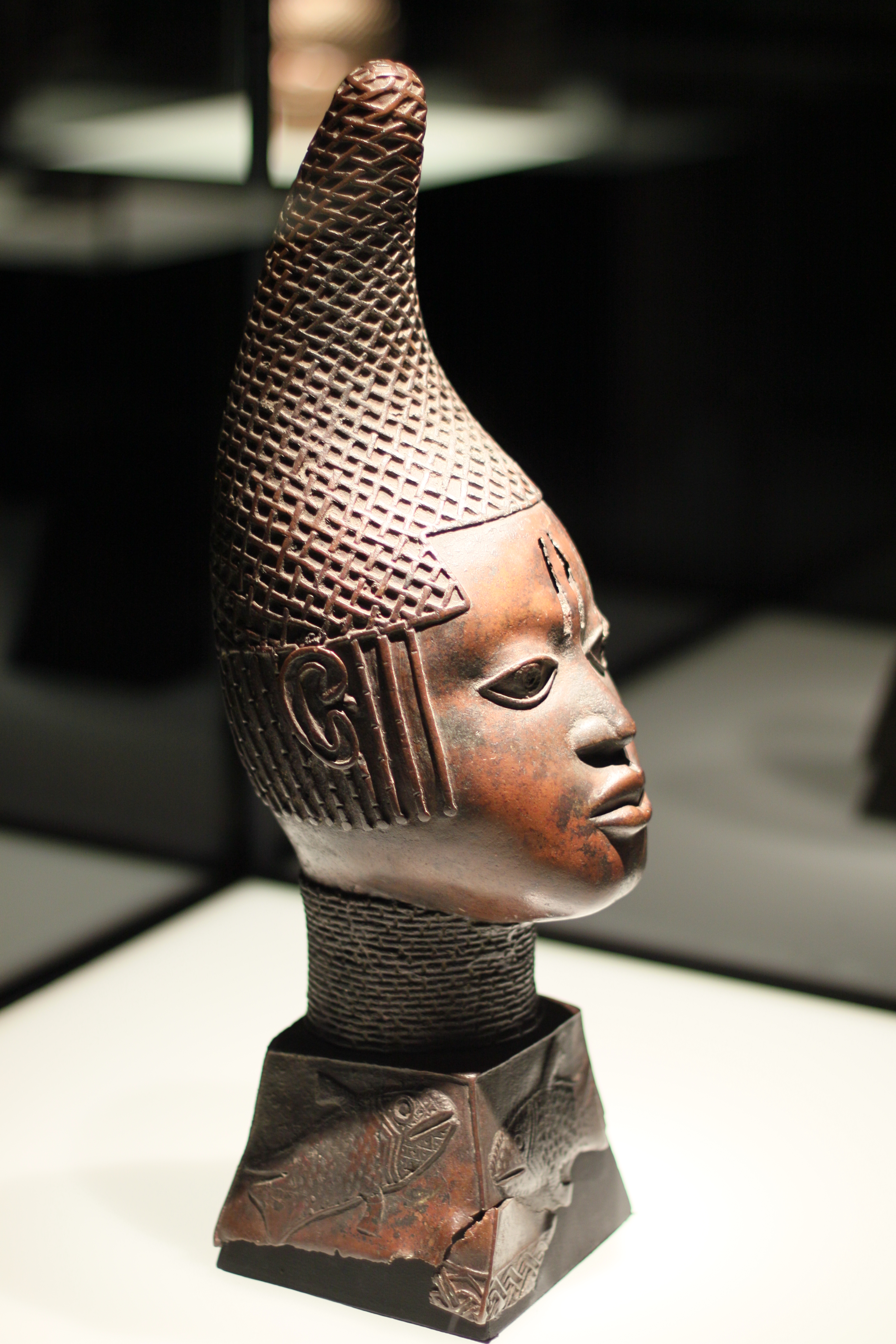
La cabeza en Berlín.

Muchas obras de arte antiguas de Benín entraron al mercado de arte europeo después de la Expedición de Benín de 1897 que saqueó los edificios de la corte, donde se guardaban. La cabeza del Museo británico fue presentada al museo por Sir William Ingram en 1897.

## Uso original
La reina Idia jugó una función principal en las campañas militares exitosas de su hijo contra facciones y tribus vecinas. Después de su muerte, Oba Esigie ordenó realizar cabezas conmemorativas de la reina, para ser puestas ante los altares o en el palacio de la Reina Madre. Las cabezas fueron diseñadas para honrar sus logros militares y poder ceremonial.